# Jane Brennan
Jane Brennan (Dublín, 1960) es una actriz irlandesa. Es mayormente reconocida por su trabajo en teatro, así como por su papel de Mary Lacey en la película nominada al Óscar, Brooklyn. También tuvo un papel recurrente en la serie The Tudors, donde interpretó a Lady Margaret Bryan. Es la cofundadora del Bespoke Theatre Company.

## Biografía
Su padre fue Dennis Brennan, un director de teatro y su madre fue Daphne Carroll Brennan, una actriz. Varios otros miembros de su familia también son actores.
Brennan hizo su debut en la película Attracta (1983), una película irlandesa protagonizada por Wendy Hiller. En 2002, apareció en el remake para televisión de The Magnificent Ambersons. Interpetó a Hannah Arnold en la película para televisión de 2003 Benedict Arnold: A Question of Honor. También en 2003, apareció en Veronica Guerrin, un drama irlandés acerca del asesinato de Veronica Guerrin. También tuvo papeles secundarios en Perrier's Bounty, Death of a Superhero e Intermission de John Crowley. 
Por su interpretación de Mary Lacey, la madre del personaje protagónico en la película Brooklyn, ganó a Mejor Actriz de Reparto en el 13th Irish Films & Television Awards.
En teatro, ha actuado en varias producciones en los Teatros Abbey y Peacock en Dublín. Así mismo, en el Gate Theatre. Algunas de las varias producciones en las que ha actuado son The Singular Life of Albert Nobbs, Dancing at Lughnasa, The Playboy of the Western World y The Beauty Queen of Leenane.
Apareció junto a Sarah Bolger en el thriller de 2019 A Good Woman is Hard to Find, dirigida por Abner Pastoll y escrita por el nominado al Óscar, Ronan Blaney.